# ناثان بوند
ناثان لويس بوند (5 يناير 1985) هو لاعب كرة قدم أمريكي محترف يلعب كمدافع أو لاعب خط وسط دفاعي بفريق بامبر بريدج في الدوري الشمالي الممتاز.

## روابط خارجية
- ناثان بوند على موقع قاعدة بيانات كرة القدم.إي يو (الإنجليزية)
- ناثان بوند على موقع ناشيونال فوتبول تيمز (الإنجليزية)
- ناثان بوند على موقع Soccerbase.com (لاعب) (الإنجليزية)
- ناثان بوند على موقع Soccerway.com (الإنجليزية)